# Gaelic Futbol Club Sitges

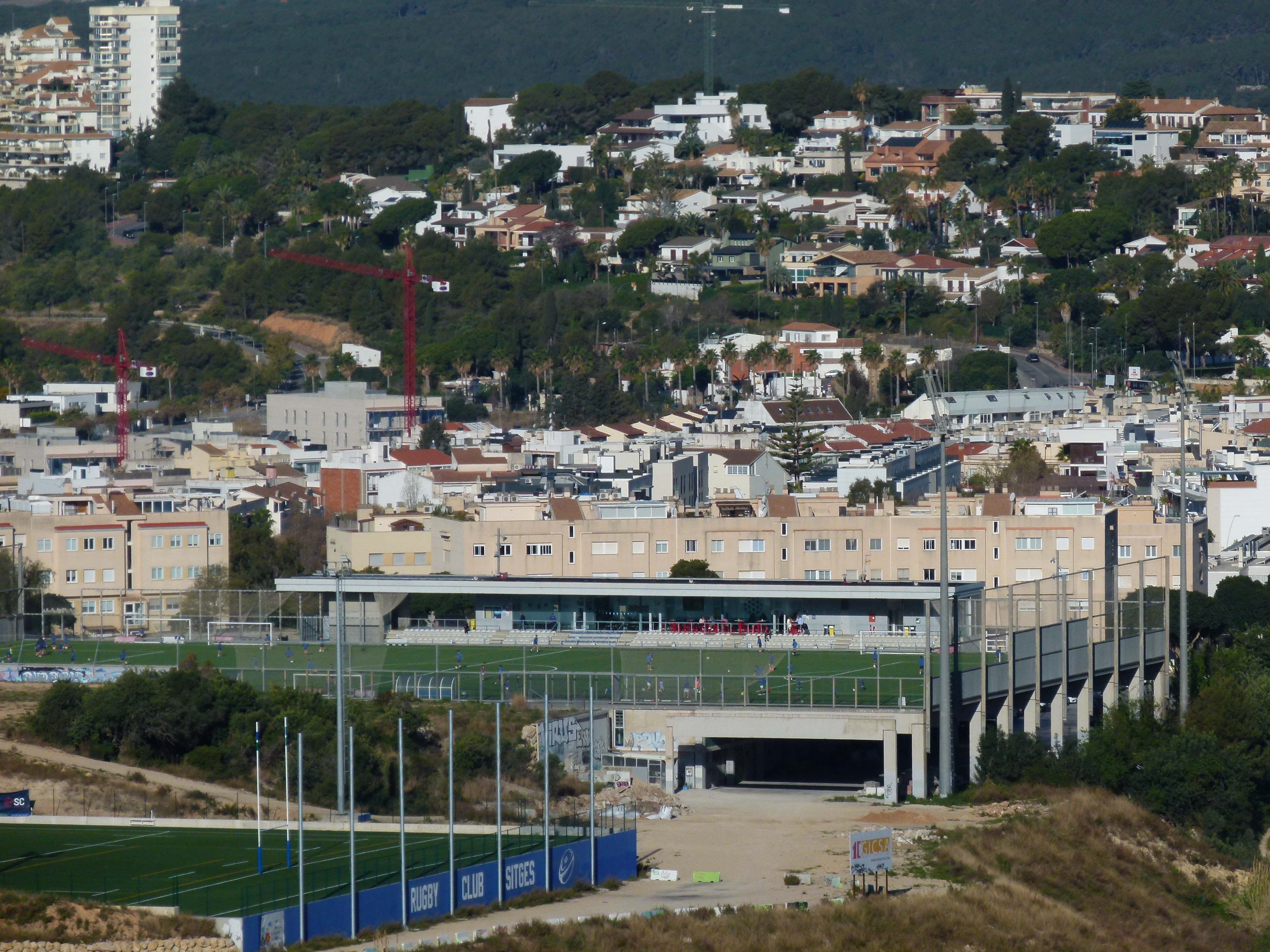
Camp Municipal Pins Vens, nuevas instalaciones deportivas sitgetanas

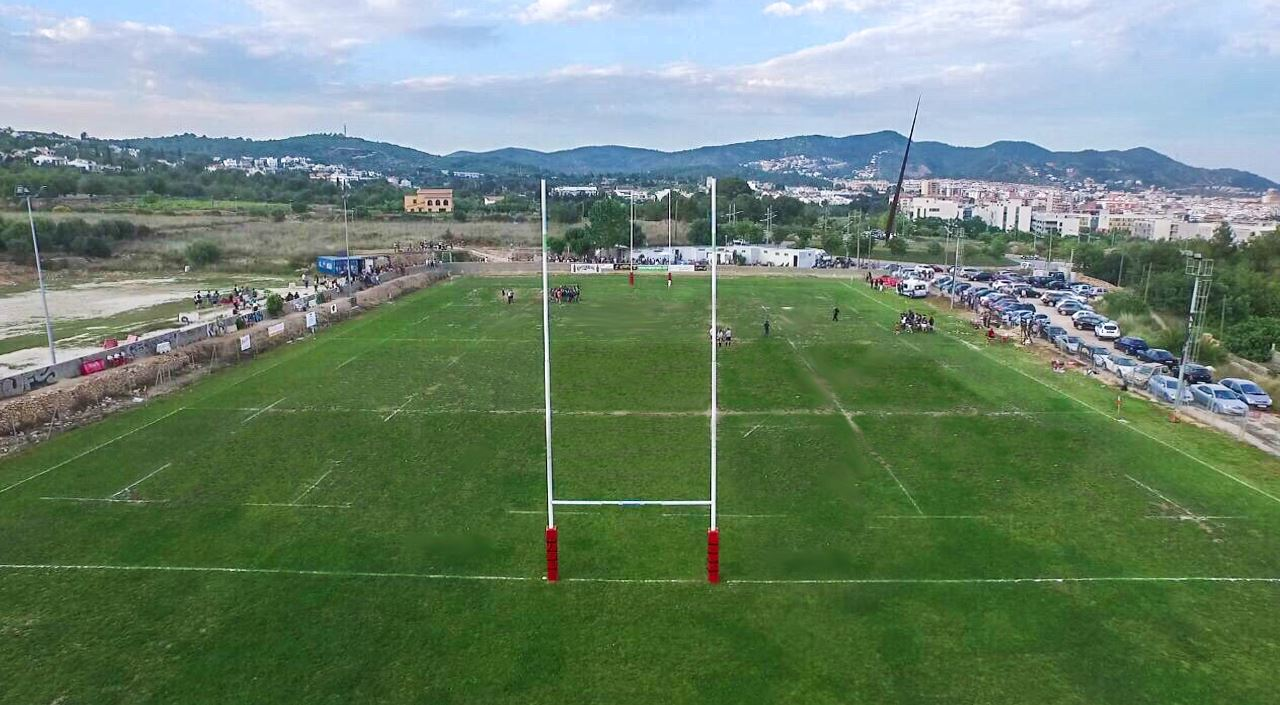
Antiguo campo municipal de Santa Bárbara, conocido popularmente como El patatal

El Gaelic Futbol Club Sitges Eagles,o Sitges GAA,  inscrito en el registro de entidades sitgetana formalmente como Asociació Cultural i Esportiva Futbol Gaèlic de Sitges  es el club dedicado al deporte del fútbol gaélico en la villa de Sitges.
Fundado a inicios del 2015 por el dublinés Michael Collins como tercer club catalán, después del decano y de raíz irlandesa, el Barcelona Gaels, y el extinto de raíz gallega, el Gaelicos do Gran Sol. El club es resultado de la presencia local de irlandeses, el apoyo del Rugby Club Sitges y el tejido asociativo popular existente. Fundados en la Taverna Tres Quarts,  punto de encuentro de la comunidad de rugby local, explica la relación entre las dos entidades. Desde la pandemia, se han sumado a las celebraciones del día de la cultura irlandesa que se celebra cada año en la villa de Sitges.
Siguiendo la estrella del rugby, el gaélico entrenaba y disputaba sus enfrentamientos en el Municipal de Santa Bárbara, hasta el 2020 que se inauguró las nuevas instalaciones del Pins Vens . 
Forma parte de la Federación de deportes gaélicos ibérica, la Gaelic Games Iberia y compite en la región Centro-Este.  La última temporada quedaron 3º de la liga Intermediate (equivalente a una segunda división), de un total de 8 equipos participantes. 
Links páginas del club: Facebook  Twitter  Instagram 